# Sacred Fire: Live in South America
Sacred Fire: Live in South America è un album live dei Santana del 1993, dedicato alla vita di César Chávez.
È in commercio anche un video dell'album, con delle tracce non presenti nella versione audio. Santana ripropone alcuni dei suoi brani più famosi in alcuni siti storici intorno a Città del Messico.

## Tracce
1. Angels All Around Us (Sanders) - 1:57
2. Vive La Vida (Life Is For Living) (Sefolosha) - 4:18
3. Esperando (Santana, Thompson, Peraza, Charles) - 5:58
4. No One To Depend On (Carabello, Escovedo, Rolie) – 4:38
5. Black Magic Woman / Gypsy Queen (Green, Szabo) - 8:53
6. Oye Como Va (Puente) - 5:07
7. Samba Pa Ti (Santana) - 6:49
8. Guajira (Brown, Areas, Reyes) - 6:13
9. Make Somebody Happy (Santana, Ligertwood) - 7:14
10. Toussaint L'Overture (Santana, Areas, Brown, Carabello, Rolie, Schon, Shrieve) - 6:52
11. Soul Sacrifice / Don't Try This At Home (Santana, Areas, Brown, Carabello, Rolie, Schon, Shrieve, Peraza, Rekow) - 7:26
12. Europa (Earth's Cry Heaven's Smile) (Santana, Coster) - 6:11
13. Jin-Go-Lo-Ba (Olatunji) - 5:43

In una edizione giapponese limitata dell'album sono stati inseriti tre brani aggiuntivi, Spirits Dancing in the Flesh, Wings of Grace e Get it in your soul.

## Formazione
- Carlos Santana - chitarra, percussioni, voce
- Vorriece Cooper - voce, percussioni
- Alex Ligertwood -  voce, percussioni
- Jorge Santana - chitarra, percussioni, voce
- Myron Dove - basso, voce
- Chester Thompson - organo, tastiere, voce
- Karl Perazzo - percussioni, congas, timbales, voce
- Raul Rekow - percussioni, voce
- Walfredo Reyes - batteria